# Řecko na Letních olympijských hrách 1992
Řecko se účastnilo Letní olympiády 1992 ve španělské Barceloně. Zastupovalo ho 70 sportovců (56 mužů a 14 žen) v 17 sportech.

## Medailisté
| Medaile | Jméno            | Sport    | Soutěž              |
| ------- | ---------------- | -------- | ------------------- |
| Zlato   | Voula Patoulidou | Atletika | Ženy 100 m překážek |
| Zlato   | Pyrros Dimas     | Vzpírání | Muži 82,5 kg        |